# Irving Baxter
Irving Baxter   (Utica, 25 de març de 1876 - Utica, 13 de juny de 1957) fou un atleta nord-americà, que destacà als Jocs Olímpics d'Estiu de 1900 en guanyar cinc medalles.
El 1899 es graduà al Trinity College de Hartford i el 1901 a la Facultat de Dret de la Universitat de Pennsilvània. El 1900  va guanyar el títol de salt d'alçada als campionats britànics de l'AAA. El 1901 guanyà els títols de salt d'alçada i salt amb perxa.
Va participar, als 24 anys, en els Jocs Olímpics d'Estiu de 1900 realitzats a París (França), on va aconseguir guanyar una medalla en totes les proves en les quals participà: la medalla d'or en la prova de salt d'alçada i salt amb perxa, establint sengles rècords olímpics amb salts de 3.30 metres i 1.90 m., i la medalla de plata en les proves de salt d'alçada aturat, salt de llargada aturat i triple salt aturat, aquestes tres just per darrere del seu compatriota Raymond Clarence Ewry.